# Edwin Hawkins
Edwin Reuben Hawkins (Oakland, California; 18 de agosto de 1943-Pleasanton, California; 15 de enero de 2018) fue un cantante, pianista y compositor estadounidense de música góspel y R&B, ganador de varios premios Grammy. Además es reconocido como un destacado compositor, pianista, arreglista y maestro de coro en iglesias. Se le considera uno de los músicos pioneros que abrieron paso a la conformación del gospel contemporáneo urbano. 
Él y su banda, los Edwin Hawkins Singers, son especialmente conocidos por su arreglo de un himno cristiano llamado «Oh Happy Day» (1968), el cual se incluyó en la lista de la RIAA de las mejores canciones del siglo xx. Un año después, los Edwin Hawkins Singers tuvieron una segunda incursión en las primeras listas de popularidad en colaboración con la cantante Melanie Safka en la canción «Lay Down (Candles in the Rain)». 
En la década de 1990, Hawkins formó parte del coro de gospel Tri State Mass Choir III, agrupación que obtuvo su mayor éxito a mediados de la década, y destacó por su canción «If You Come To Him (Come To Jesus)».
A lo largo de su carrera, Edwin también trabajó con su hermano Walter Hawkins quien así mismo fue intérprete de música góspel, y ganador de premios Grammy.

## Biografía
A la edad de seis años, Hawkins ya era el tecladista del coro de que conformaba su familia. Junto a Betty Watson, cofundó en California del Norte, el Coro Juvenil de la Iglesia Church of God in Christ, que constaba de casi cincuenta miembros. Con este grupo de trabajo, grabó su primer álbum, Let Us Go Into the House of the Lord (Vamos a la casa del Señor), en la Ephesian Church of God in Christ en Berkeley, California. 

### Oh Happy Day
La grabación Let Us Go Into the House of the Lord se realizó en privado —con la discográfica Century 70—, con la esperanza de vender 500 copias. «Oh Happy Day» era una de las ocho canciones en el álbum. Los solistas en el álbum fueron Elaine Kelly, Branch Margarette, Dorothy Morrison Coombs, Davis Tremaine, Franklin Rubén, Cashmere Donald Watson Betty y Ruth Lyons.
Cuando las estaciones de radio de la Bahía de San Francisco comenzaron a tocar «Oh Happy Day», la canción se hizo muy popular. Con la voz principal de Dorothy Combs Morrison, posteriormente se realizó la grabación del sencillo en la compañía Buddah Records. Después se dispararon las ventas, llegando a vender más de un millón de copias en dos meses. El tema alcanzó las primeras listas de popularidad, llegando al número 2 en Estados Unidos, el número 4 en el Reino Unido y el número 1 en la lista de sencillos alemanes, en 1969. Más tarde, obtuvo un éxito internacional, vendiendo más de 7 millones de copias en todo el mundo, y haciendo que Hawkins ganara su primer Grammy por la canción. El arreglo de Hawkins se convertiría la versión más covereada de la canción, la cual sería más tarde interpretada por la banda The Four Seasons en 1970.
En 1995 y 1996, Edwin formó parte del coro de góspel Tri State Mass Choir III, agrupación que obtuvo su éxito a mediados de la década, y destacó por su canción If You Come To Him (Come To Jesus). Hawkins produjo sus primeros cuatro álbumes, los cuales obtuvieron gran reconocimiento desde el principio, y cada uno de ellos apareció en las listas Top 40 de música góspel de popularidad. Las disqueras incluyeron a Paradise Music y Tyscot.

## Premios
Hawkins ha ganado cuatro premios Grammy:
- Mejor interpretación góspel soul por «Oh Happy Day», realizada por los Edwin Hawkins Singers (1970)
- Mejor interpretación góspel soul por "Every Man Wants to Be Free», realizada por los Edwin Hawkins Singers (1971)
- Mejor interpretación góspel soul, contemporánea por «Wonderful!».
- Mejor coro de góspel o álbum coral», como director del coro en Edwin Hawkins Music & Arts Seminar Mass Choir, álbum grabado en vivo en Los Ángeles (1993)
- El 30 de abril de 1972, en el escenario de Oude Rai en Ámsterdam, Edwin Hawkins Singers cantó «Oh Happy Day» acompañado de un grupo de niños franceses (The POPPYS) delante de 5000 personas;

En 2007, Hawkins fue incluido en el Salón de la Fama de la Música Cristiana y asistió a los premios formales en 2009.
La acompañante de Paul Anka, Odia Coates era también un miembro de los Edwin Hawkins Singers.

## Discografía

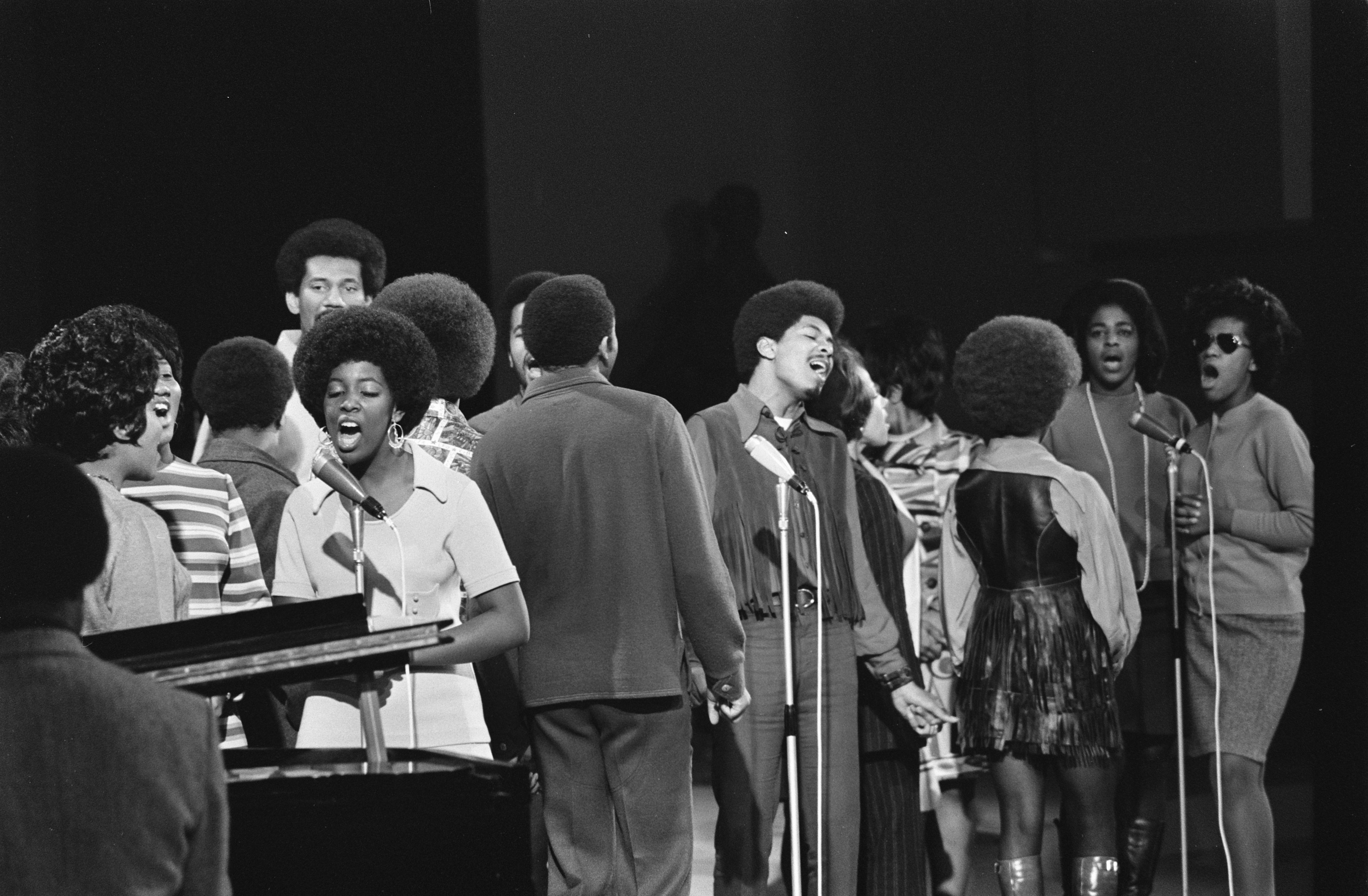
Los Edwin Hawkins Singers en 1970

Esta lista está incompleta, puedes ayudar expandiéndola
- Let Us Go Into the House of the Lord (1968) (LP)
- He's A Friend Of Mine (1969)
- Oh Happy Day (1969) (Buddah Records regrabación de su previo LP)
- Jesus, Lover Of My Soul (1969)
- Hebrew Boys (1969)
- Lord Don't Move That Mountain (1969)
- Ain't It Like Him (1969)
- Live at the Concertgebouw in Amsterdam (1970)
- Candles In The Rain with Melanie Safka (1970)
- Pray For Peace (1970)
- More Happy Days (1971)
- Try the Real Thing with Melanie Safka (1971)
- Peace Is Blowin' In The Wind (1972)
- Children Get Together (1972)
- I'd Like To Teach the World To Sing (1973)
- New World (1974)
- Edwin Hawkins Presents the Matthews Sisters (1975)
- Wonderful (1976)
- The Comforter (1977)
- Edwin Hawkins Live at the Symphony (1979)
- Imagine Heaven (1982)
- Edwin Hawkins presents The Music and Arts Seminar Mass Choir (1983)
- Angels Will Be Singing with the Music and Arts Seminar Mass Choir (1984)
- Have Mercy with the Music and Arts Seminar Mass Choir (1985)
- Give Us Peace with the Music and Arts Seminar Mass Choir (1987)
- That Name with the Music and Arts Seminar Mass Choir (1988)
- 18 Great Songs (1989)
- Face to Face (1990)
- Love Is the Only Way (1998)